# Río Katav
El Río Katav (en ruso: Катав, en baskir: Ҡытау) es un río de Rusia, afluente por la izquierda del Yuriuzán.

## Geografía
El río nace en los Urales meridionales, y cruza en sus 95 km de longitud el territorio del óblast de Cheliábinsk y de la república de Baskortostán. Es un río de corriente rápida, cuenta con numerosas cuevas en sus orillas. Forma pequeños lagos en las ciudades de Katav-Ivánovsk y Ust-Katav.